# Ernst-August-Kanal (Hamburg)
Der Ernst-August-Kanal ist ein etwa zwei Kilometer langer schiffbarer Kanal in Hamburg-Wilhelmsburg.

## Geschichte
Der Kanal wurde von 1852 bis 1854 erbaut
und nach dem Sohn Georgs V. von Hannover, Ernst-August (1845–1923) benannt.

## Lage
Der Kanal zweigte ursprünglich direkt aus dem Reiherstieg ab, seit dem Ausbau des Reiherstieg-Hauptdeichs ist er über die (neue) Ernst-August-Schleuse mit dem Spreehafen verbunden. Der Kanal verbindet die Wilhelmsburger Dove Elbe mit dem Reiherstieg und damit mit der Elbe. Im Westen ist der Kanal etwa 40 m breit und verengt sich weiter östlich auf 20 m.
Der Kanal bildete lange Zeit die Grenze zwischen Hamburg und dem hannoverschen Wilhelmsburg und diente anfangs den Wilhelmsburger Bauern zum Transport ihrer landwirtschaftlichen Produkte, die auf Ewern oder Schuten getreidelt wurden. In Verbindung mit dem später angelegten Aßmannkanal und Jaffe-Davids-Kanal erschloss er zunehmend auch die sich neu ansiedelden Industriebetriebe.